# 짐 리브스

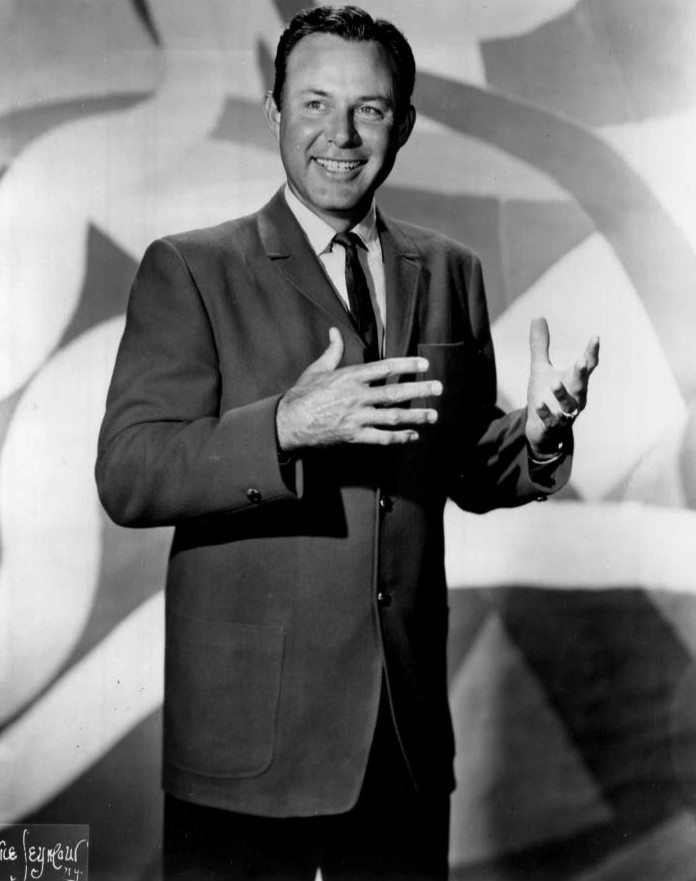

제임스 트래비스 리브스(James Travis Reeves, 1923년 8월 20일 ~ 1964년 7월 31일)는 미국계 컨트리, 대중음악 싱어송라이터다. 1950년대에서 1980년대 사이의 차트 등재로써, 재래 컨트리 음악과 대중음악을 융합한, 내슈빌 사운드의 권위자로 이름을 날렸다. "신사 짐(Gentleman Jim)"으로 세칭되는 그는, 사후에도 차트에 제 곡을 쏘아 올렸다. 사인은 개인 항공기 사고. 컨트리 음악, 텍사스 컨트리 음악 명예의 전당에 헌액되었다.

## 생애
짐 리브즈는 카트레지 가까이 있는 작은 시골 마을 텍사스 갤로웨이에서 태어났다. 텍사스 대학교에 연설과 드라마 전공으로 입학하였으나, 휴스턴의 조선소에서 일하기 위해 6주 만에 학업을 그만두었다. 곧이어 야구단 선수가 되었으며, 1944년 루이스 카디널 팀에 투수로 계약하였다. 3년 동안 활약하였으나 운동 선수로서의 경력은 그로써 끝이 났다.
리브즈는 디제이(DJ)로 일하기 시작했으며 신청곡들 사이사이 라이브로 노래를 불렀다. 40년대 후반에 두 곳의 레코드 회사에서 일했으나 성공을 거두지는 못하였다. 서부 스윙(Western swing) 예술가들인 지미 로저스나 문 물리컨(Moon Mullican)의 영향을 받았으며, 동시에 빙 크로스비, 에디 아놀드, 프랭크 시나트라와 같은 대중음악가들의 영향을 받아 곧 음악계에 한발을 딛게 되었다. 짐은 문 물리컨의 멤버가 되었으며, 40년대 후반 및 50년대 초반에 물리컨 스타일의 Each Beat of my Heart, My Heart's Like a Welcome Mat 같은 레코드를 취입했다.
리브즈는 루이지애나 주의 슈레브포트에 있는 KWKH-AM의 아나운서로 정착하게 되었다. 그의 음악가로서의 전기는 가수 Sleepy LaBeef가 Hayride 쇼 공연에 지각을 하게 되어 대타로 서면서 맞게 되었다.
리브즈의 첫 히트곡들은 "I Love You" (기니 라이트와의 듀엣으로), "Mexican Joe"과 "Bimbo" 등의 곡들이 Fabor Records 과 Abbott Records 에 수록되어 있다. 1955년 짐 리브즈 노래란 유일한 앨범만 애보트 회사에서 내었다. 결국 그는 novelty bracket 에 지친 후 RCA Victor 로 떠나게 되었다. 1955년 Stephen Sholes 과 리브즈는 10년 녹음 취입 계약을 맺게 되었으며, 그는 리브즈의 초기 음악들을 RCA에서 음반으로 내 놓았다.
RCA 레고딩 중 초기에는 리브즈는 초기의 음반의 고성 스타일로 노래를 하였는데, 이는 당시 칸트리와 서부 연주자들이 표준이라 생각하던 것이었다. 그는 그의 볼륨을 부드럽게 하고, 저음을 이용해 입술로 노래하였으며, 1957년까지 체트 애킨스의 후원과 더불어 그는 이 스타일을 '잃어 버린 사랑' 데모판에 사용하였다. "Four Walls"는 칸트리 차트에서 수위를 차지했을 뿐 아니라 파퓨러 차트에서도 11위에 올랐다. 리브즈는 여타 칸트리 가수들을 위해 새로운 문을 열었을 뿐 아니라 새로운 스타일의 칸트리 음악을 바이올린과 러셔 배경으로 - 이는 곧 내슈빌 사운드라 불리게 되는- 발전시키게 되었다.
리브즈는 크루너(작은 소리로 노래하는 가수) 로 알려지게 되었는데 이는 그의 따뜻하고, 부드러운 목소리 때문이었다. 그의 노래들은 단순하면서도 풍부하고 가벼운 바리톤 음성에 의한 우아함으로 두드러졌다. "Adios Amigo," "Welcome To My World", "Am I Losing You?" 와 같은 노래들은 이러한 접근 방식을 잘 표현하고 있다. 그의 "Silver Bells," "Blue Christmas" and "An Old Christmas Card." 와 같은 크리스마스 노래들은 양원한 선호곡이 되었다.
1960년대의 리브즈의 국제적 명성
남아프리카
초기 60년대에 남아프리카에서는 리브즈가 엘비스 프레스리 보다 더 인기가 있었으며, 몇 개의 앨범을 남아프리카에서 발간하였다. 1963년에 그는 킴벌리 짐이란 남아프리카 영화사에서 주연을 하기도 했다. 그 영화는 리브즈 사망후 남아프리카 영화관에서 특별 전기와 후기를 달아서 발표되었으며, 그 나라의 진정한 친구라고 찬사를 보냈다. 그 영화는 에밀 노팔에 의해 제작, 감독되었다. 리브즈는 남아프리카의 줄루족 사이에서 특히 인기가 있었다.
영국과 아일랜드
그는 인기있는 아일랜드 노래 앨범을 제작하기로 계획했으며, 1963, 1964에 1위에 오른 세곡- "Welcome to My World," "I Love You Because," 와 "I Won't Forget You." 을 기록했다. 리브즈는 1962년에서 1967년에 아일랜드 차트에서 11곡을 올렸다. 그는 두 개의 발라드곡인 "Danny Boy" and "Maureen." 을 녹음했다.
노르웨이
리브즈는 1964년 4월 16일 오슬로의 느자달렌을 바비 베어, 체트 앹킨스, 불루 보이즈와 아니카 케르 합창단과 같이 방문했다. 그들은 두 콘서트를 가졌는데, 두 번째가 노르웨이 네트워트에 의해 방영 및 녹화되었다. 하지만 연주는 완전히 다 녹화되지 못하였는데, 리브즈의 마지막 몇곡이 포함되어 있었다. 이 부분에 "You're the Only Good Thing (That's Happened To Me)"를 연주하였다는 보고가 있었다. 이 프로는 그 후 여러번 재 방영되었다.
노르웨이에서의 그의 첫 번째 히트작인 "He'll Have to Go,"는 29주 동안 상위 10위 차트에 올랐으며, "I Love You Because"는 1964년 1위에 오른 그의 최대 히트였으며, 39주동안 리스트에 올라 있었다. 그의 앨범은 노르웨이 상위 20곡에 696주 동안 올랐으며, 그로 하여금 노르웨이 역사상 가장 인기있는 연주가로 만들었다.
항공기 사고와 죽음
1964년 7월 31일 그의 사업 파트너이자 매니저인 딘 마누엘과 리브즈는 아칸사주 배이트빌을 떠나 단발 엔진 Beechcraft Debonair 비행기를 타고 내슈빌로 출발하였다. 이때 리브즈가 조종을 하였다. 두 사람은 어떤 부동산을 구입하기 위한 협상을 하러 갔다.
테네시주 브렌트우드 상공을 지날 때, 그들은 극심한 폭풍우를 만났다. 조사에 의하면 작은 비행기는 폭풍속에 갇혔으며 리브즈는 방향감각을 상실하였다. 그 후 그는 비행기를 뒤집어 몰고 있었으며 고도를 높이려는 노력을 했다고 믿어진다. 그 비행기는 오후 5시경 래이다 스크린에서 사라졌으며, 무선 통신도 두절되었다. 42시간 후에 잔해가 발견되었을 때, 비행기 기수 부분이 땅속에 쳐박혀 있었다. 충돌 지점은 브렌트우드의 북부 숲속이었다.
1964년 8월 2일 아침 리브즈와 마누엘의 시신이 잔해 속에서 발견되었다. 오후 1시 라디오 방송국들은 리브즈의 사망소식을 발표했다. 수많은 사람들이 8월4일의 그의 장래식에 경의를 표하기 위해 나타났다. 그의 관은 팬들이 준 꽃속에서 내슈빌의 거리를 지나 텍사스주 칼테지 부근의 묘소까지 운송되었다.

## 경력
- 컨트리 뮤직 명예의 전당 헌액 (1967)

## 방송
- 그랜드 올레 오프리 (1995)

## 앨범
- His Personal Best - Greatest Hits (2004)
- Legendary Jim Reeves (1999)
- Very Best Of Jim Reeves (1992)
- The Very Best Of Jim Reeves (1981)